# هاباراتوالا
هاباراتوالا (به لاتین: Habarattewala) یک منطقهٔ مسکونی در سری‌لانکا است که در استان جنوبی (سری‌لانکا) واقع شده‌است.